# Kévin Anin
Kévin Anin (Le Havre, 5 juli 1986) is een Franse voetballer (middenvelder) die sinds 2012 voor de Franse eersteklasser OGC Nice uitkomt. Daarvoor speelde hij voor Le Havre AC en FC Sochaux.